# جيمس غورلاي
جيمس غورلاي (بالإنجليزية: James Gourlay)‏ هو موزع بريطاني، ولد في 1954 في اسكتلندا في المملكة المتحدة.

## وصلات خارجية
- جيمس غورلاي على موقع ميوزك برينز (الإنجليزية)
- جيمس غورلاي على موقع ديسكوغز (الإنجليزية)